# Appalachi
Gli Appalachi (AFI: [appaˈlaːki]) o Appalaci (AFI: [appaˈlaːtʃi]; in inglese Appalachian Mountains; in francese Appalaches) sono una catena montuosa situata nella parte orientale dell'America del Nord. Si estende da Terranova, in Canada, a nord, fino allo stato centrale dell'Alabama, a sud, negli Stati Uniti. Culmina nel Monte Mitchell (2.037 metri) nella Carolina del Nord. Gli Appalachi canadesi culminano a 1.270 m di altitudine a Mont Jacques-Cartier, nella penisola di Gaspé, nelle montagne Chic-Choc.
Sviluppandosi quasi parallelamente alla costa orientale atlantica, dal golfo del fiume San Lorenzo fino all'Alabama, per 3.300 km con picchi non molto elevati (i più alti sono con 2.037 m. il monte Mitchell, con 1917 m. il monte Washington e con 1270 m. il Mont Jacques-Cartier nella penisola canadese di Gaspé), gli Appalachi riguardano anche l'isola di Terranova (Canada) e l'isola francese di Miquelon parte della collettività territoriale di Saint-Pierre e Miquelon.
Negli Stati Uniti, i Monti Appalachi separano la pianura costiera atlantica (a est) dal bacino del fiume Mississippi e dai Grandi Laghi (a ovest). Si estendono per oltre 2.200 km di lunghezza.
Lo sfruttamento del carbone, che fornisce la metà dell'elettricità americana, è diminuito bruscamente e l'industria metallurgica è in grande difficoltà.
Gli Appalachi hanno dato il loro nome a un tipo di rilievo, il rilievo degli Appalachi, che si riferisce ai resti di un'antica montagna che era pesantemente livellata. Lunghi corridoi corrono paralleli a spine diritte. Le Gole degli Appalachi formano stretti passaggi attraverso le catene montuose.

## Geografia
La regione degli Appalachi è generalmente considerata come separatore geografico tra la costa orientale degli Stati Uniti e la regione del Midwest. Lo spartiacque continentale orientale segue gli Appalachi dalla Pennsylvania fino alla Georgia.
La porzione meridionale degli Appalachi viene chiamata monti Unakas, mentre la porzione centrosettentrionale prende il nome di Allegani. Per via dell'età geologica, gli Appalachi sono la catena montuosa più vecchia delle Americhe. Gli Appalachi statunitensi sono una delle zone economicamente più depresse degli Stati Uniti.

## Toponimo

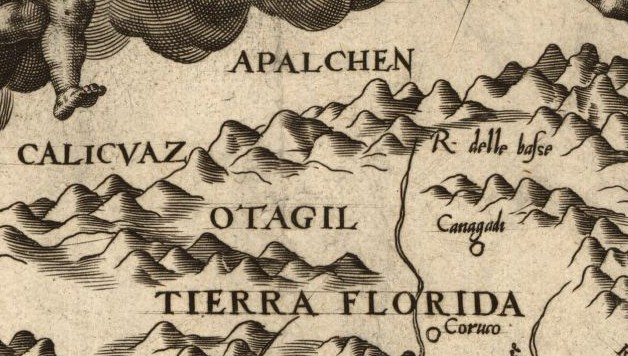
Dettaglio della carta di Gutierrez del 1562

La prima menzione del nome risale al 15 giugno 1528, e fu fatta da Álvar Núñez Cabeza de Vaca e Pánfilo de Narváez, membri della spedizione Narváez, partita da Cuba. Essi, durante l'esplorazione della costa nord-ovest della Florida, scoprirono un villaggio indiano nei pressi dell'attuale Tallahassee, il nome della cui tribù venne trascritto in Apalchen o Apalachen (pronuncia /a.pa.l(a.)tʃɛn/).
Dopo la spedizione di Hernando de Soto del 1540, i cartografi spagnoli spostarono il nome dalla tribù ai monti circostanti. La prima menzione geografica di Apalchen si trova nella carta di Diego Gutiérrez del 1562, invece la prima volta in cui il termine fu designato alle montagne circostanti è nella carta di Jacques Le Moyne de Morgues del 1565.
Il nome venne rapidamente modificato in Apalachee o in Appalachia.

## Ecologia
Gli Appalachi, in particolare le regioni centrali e meridionali, sono uno dei luoghi più ricchi di biodiversità del Nord America.  L'orientamento nord-sud delle lunghe creste e delle valli contribuisce all'elevato numero di specie vegetali e animali. Le specie sono state in grado di migrare attraverso di esse da entrambe le direzioni durante periodi alternati di riscaldamento e raffreddamento, stabilendosi nei microclimi che meglio si adattavano a loro.

### Flora

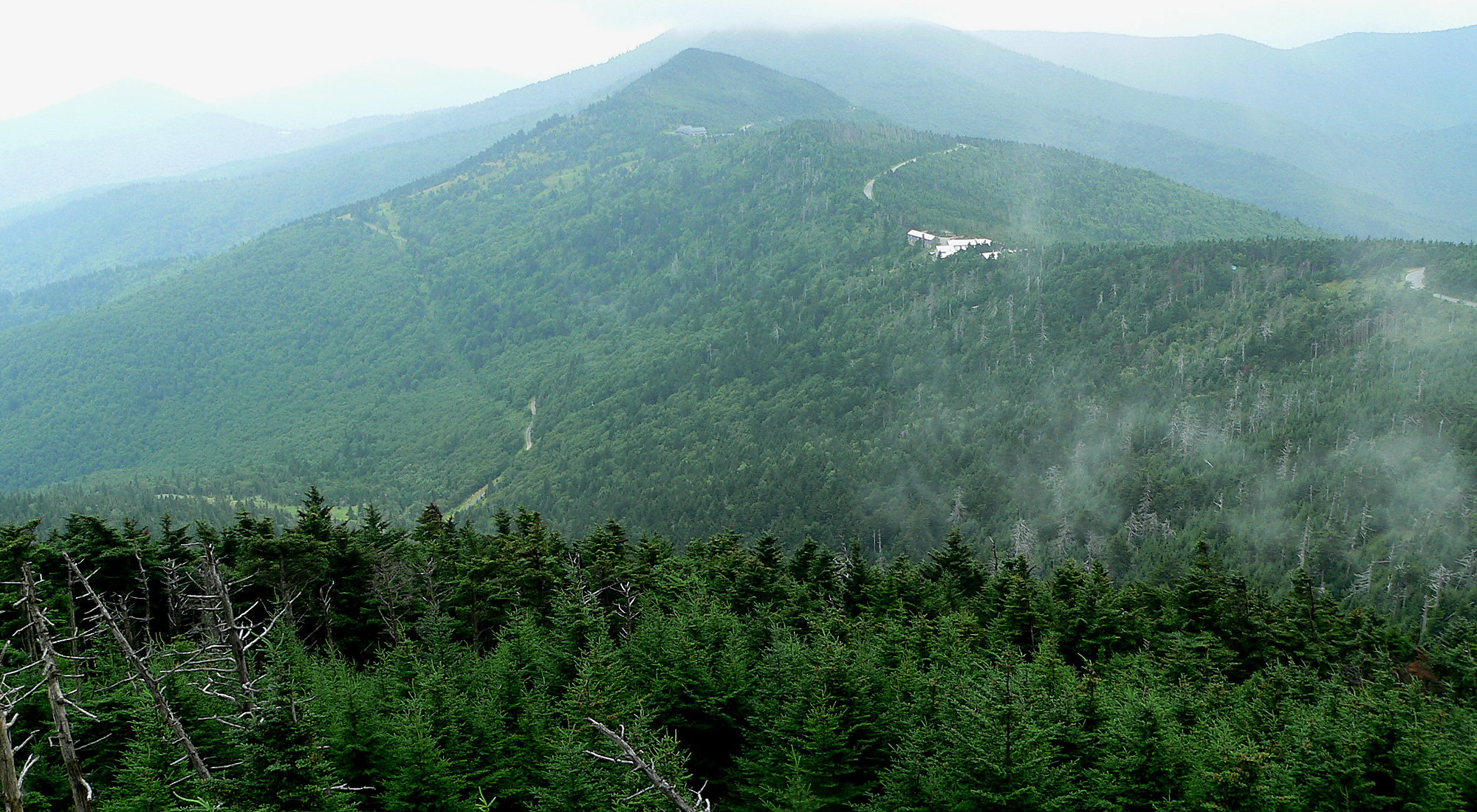
Vista dal Monte Mitchell, Carolina del Nord a 2.037 metri, la vetta più alta a est del fiume Mississippi

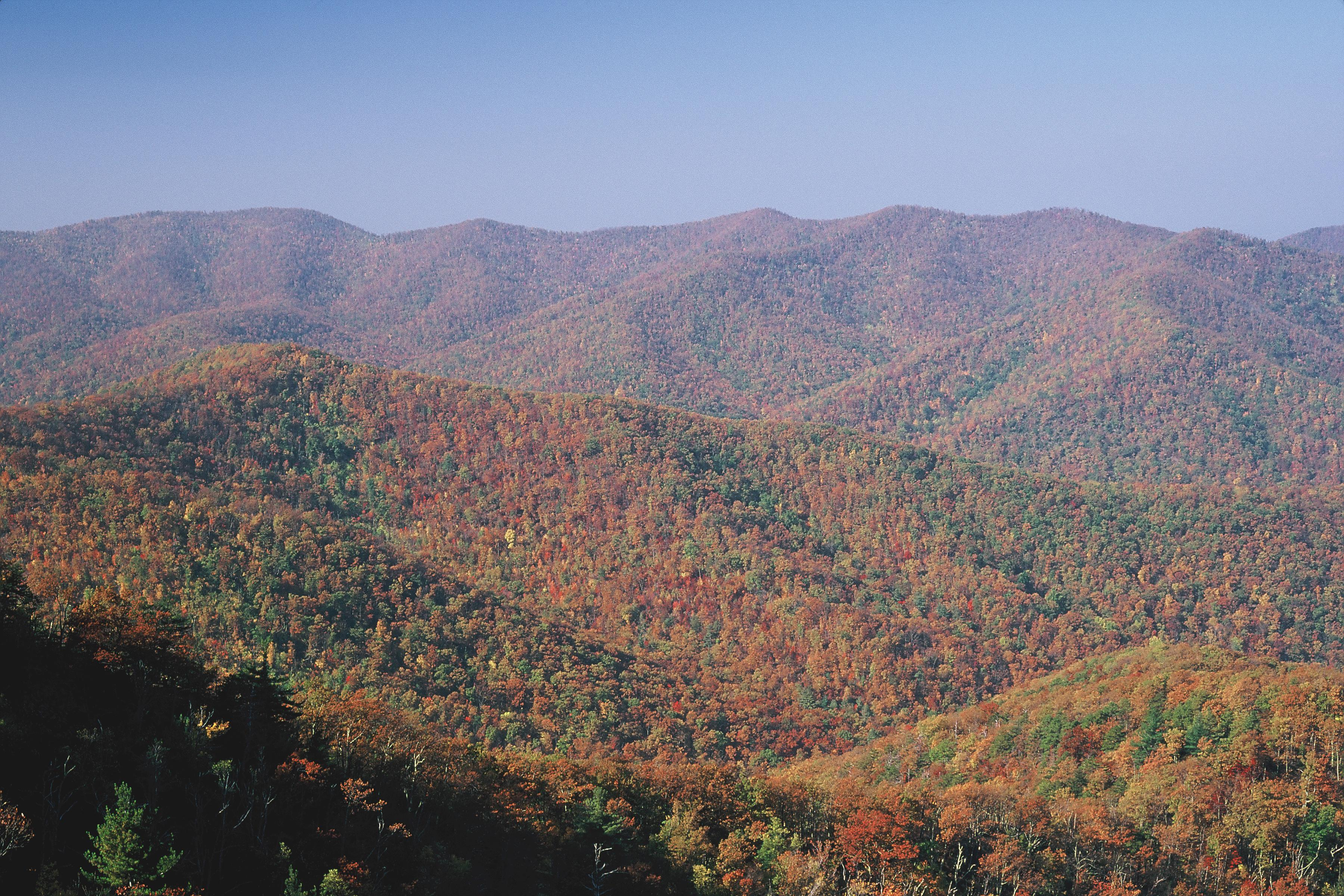
Parco Nazionale di Shenandoah in Virginia

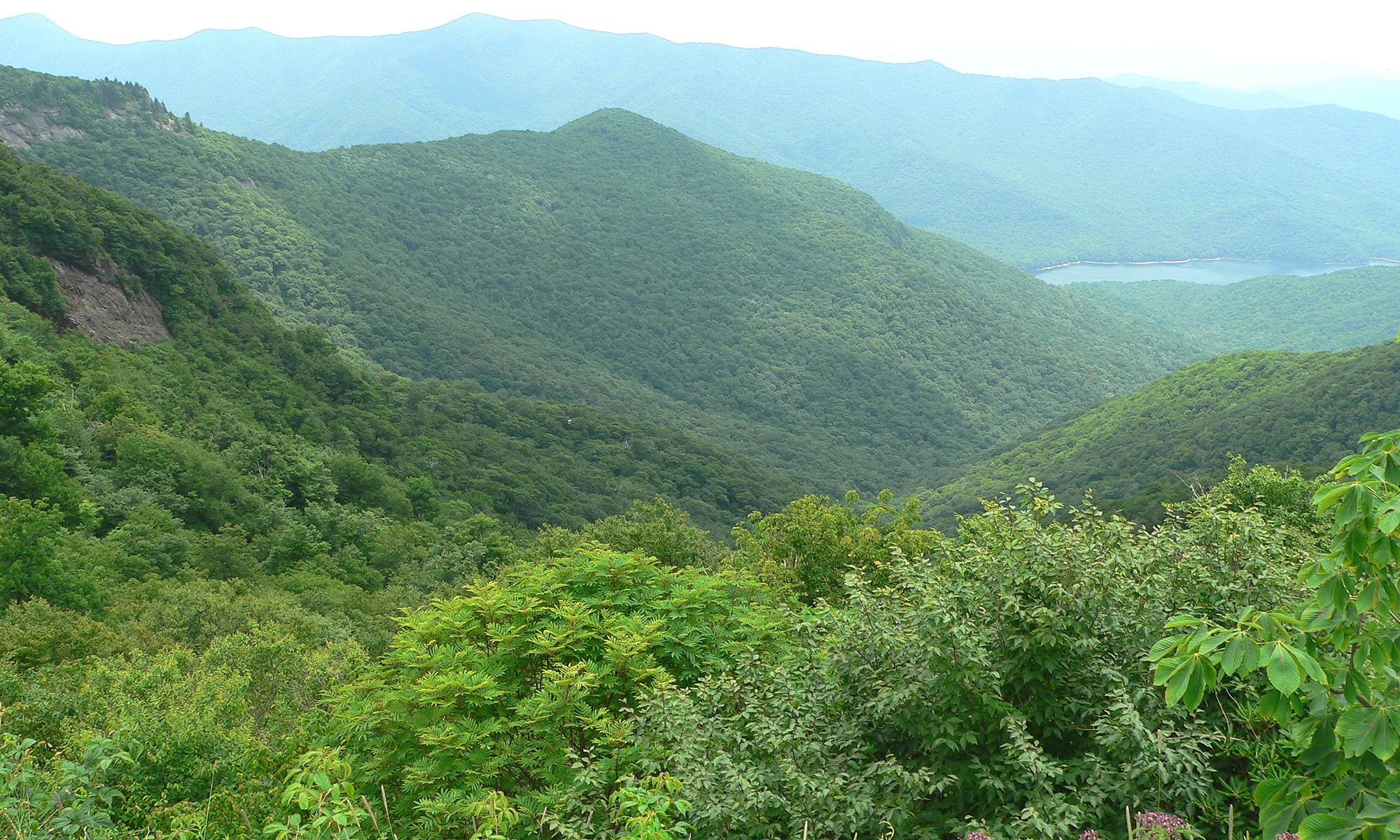
Vista dai Craggy Gardens sulla Blue Ridge Parkway nella Carolina del Nord

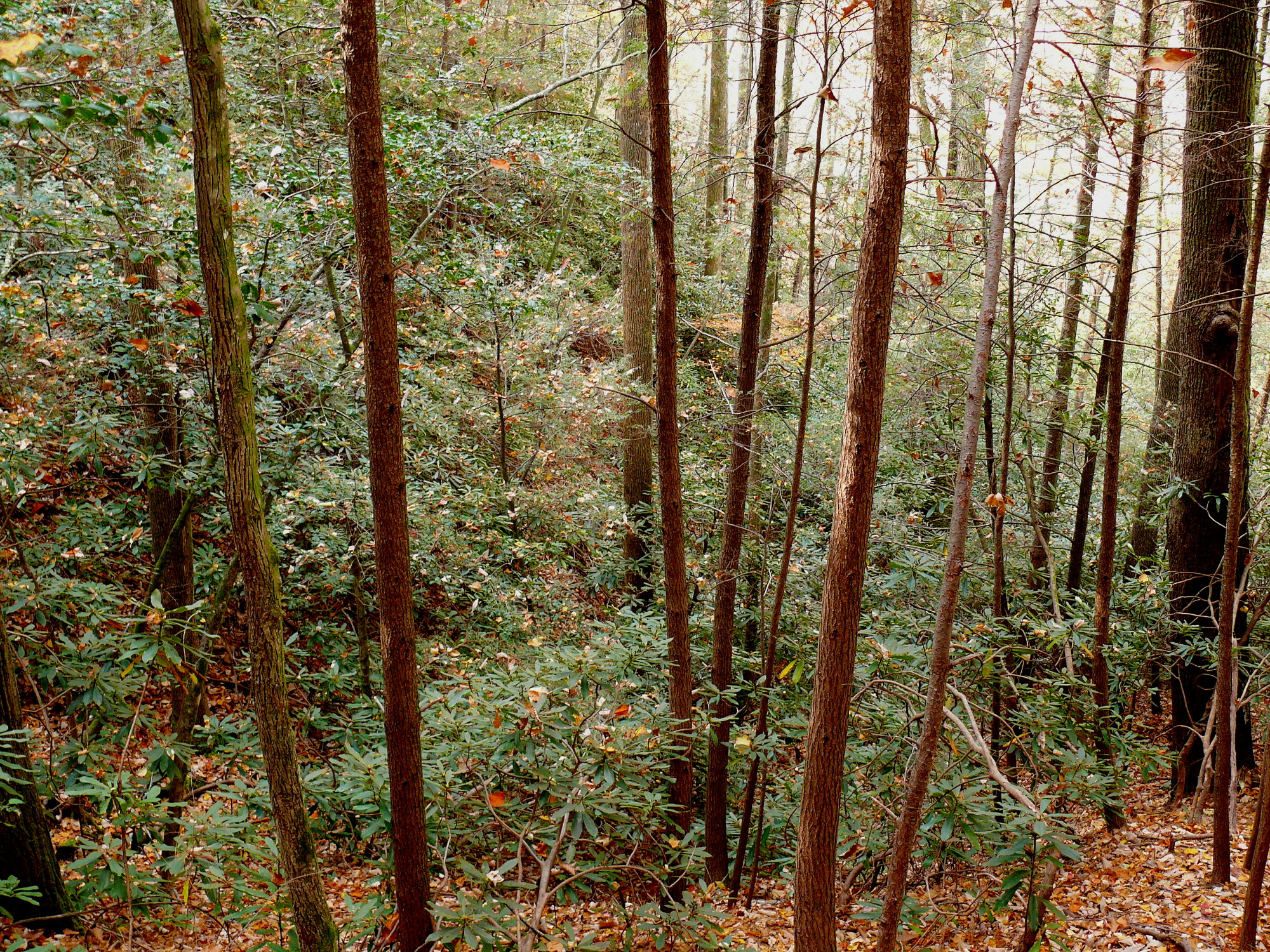
Grande boschetto di alloro nella foresta nazionale di Pisgah nella Carolina del Nord

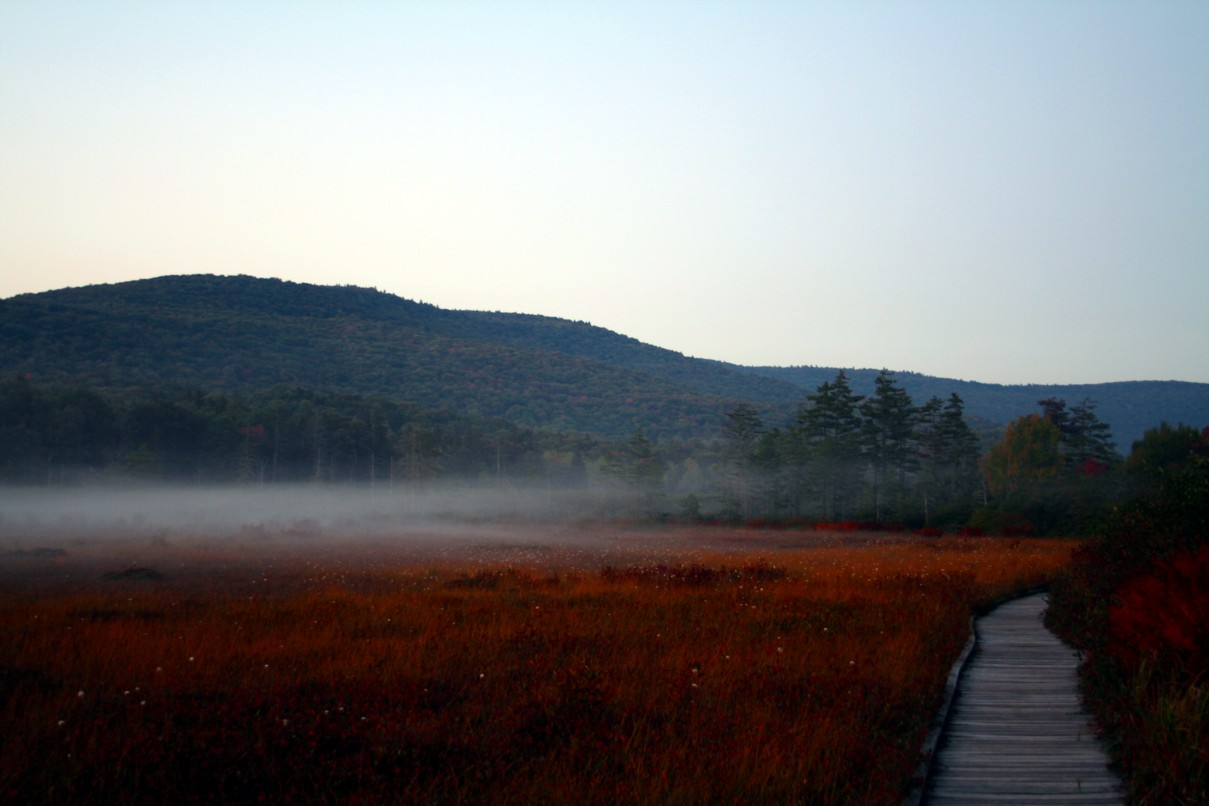
Cranberry Glades, una riserva di palude nel West Virginia

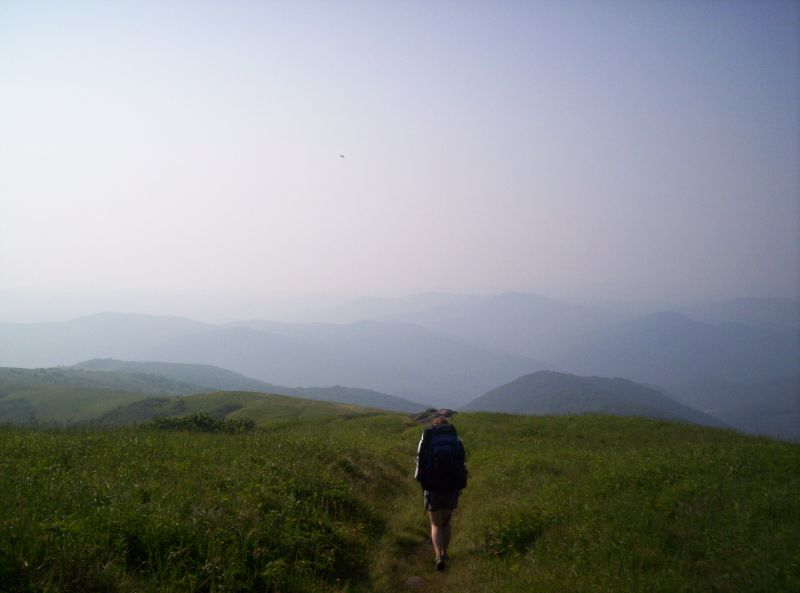
Calvi erbosi sulle Roan Highlands a cavallo del confine tra Carolina del Nord e Tennessee

La flora degli Appalachi è diversificata e varia principalmente in risposta alla geologia, alla latitudine, all'altitudine e alla disponibilità di umidità. Dal punto di vista geobotanico, costituiscono una provincia floristica della regione atlantica nordamericana. Gli Appalachi sono costituiti principalmente da latifoglie decidue e conifere aghiformi sempreverdi, ma contengono anche l'agrifoglio americano sempreverde a foglia larga (Ilex opaca) e la conifera aghiforme decidua, il tamarack o larice orientale (Larix laricina).
La conifera dominante a nord e ad alta quota è l'abete rosso (Picea rubens), che cresce a oltre 1.200 metri sul livello del mare nel nord del New England e nel sud-est del Canada. Cresce anche verso sud lungo la cresta degli Appalachi fino alle altitudini più alte degli Appalachi meridionali, come nella Carolina del Nord e nel Tennessee. Negli Appalachi centrali è solitamente confinato al di sopra dei 900 metri, ad eccezione di alcune valli fredde in cui raggiunge altitudini più basse. Negli Appalachi meridionali, è limitato alle altitudini più elevate. Un'altra specie è l'abete nero (Picea mariana), che si estende più a nord di qualsiasi conifera del Nord America e si trova ad alta quota negli Appalachi settentrionali e nelle torbiere fino alla Pennsylvania.
Gli Appalachi ospitano anche due specie di abeti, l'abete balsamico boreale (Abies balsamea) e l'endemico meridionale di alta quota, l'abete di Fraser (Abies fraseri). L'abete di Fraser è endemico delle parti più alte dei Monti Appalachi meridionali, dove insieme all'abete rosso forma un fragile ecosistema noto come foresta di abeti rossi degli Appalachi meridionali. L'abete di Fraser si trova raramente al di sotto dei 1.700 metri e diventa il tipo di albero dominante a 1.900 metri. Al contrario, l'abete balsamico si trova vicino al livello del mare fino alla linea degli alberi negli Appalachi settentrionali, ma si estende solo a sud fino alla Virginia e alla Virginia occidentale negli Appalachi centrali, dove di solito è confinato al di sopra dei 1.200 metri, tranne che nelle valli fredde. Curiosamente, è associato alle querce in Virginia. L'abete balsamico della Virginia e della Virginia occidentale è ritenuto da alcuni un ibrido naturale tra la varietà più settentrionale e l'abete di Fraser. Mentre l'abete rosso è comune sia negli habitat montani che in quelli di palude, l'abete balsamico, così come l'abete nero e il tamarack, sono più caratteristici di quest'ultimo. Tuttavia, l'abete balsamico regge bene anche in terreni con un pH fino a 6. 
La cicuta orientale o canadese (Tsuga canadensis) è un'altra importante conifera sempreverde a foglia aghiforme che cresce lungo la catena degli Appalachi da nord a sud, ma è confinata ad altitudini inferiori rispetto all'abete rosso e agli abeti. Occupa generalmente terreni più ricchi e meno acidi rispetto all'abete rosso ed è caratteristico delle valli e delle insenature montane profonde, ombreggiate e umide. È soggetto all'adelgide lanoso della cicuta (Adelges tsugae), un insetto introdotto, che lo sta rapidamente estirpando come albero forestale. Meno abbondante, e limitata agli Appalachi meridionali, è la cicuta della Carolina (Tsuga caroliniana). Come la cicuta canadese, questo albero soffre gravemente dell'adelgide lanoso della cicuta.
Diverse specie di pini caratteristici degli Appalachi sono il pino bianco orientale (Pinus strobus), il pino della Virginia (Pinus virginiana), il pino pece (Pinus rigida), il pino della Table Mountain (Pinus pungens) e il pino a foglia corta (Pinus echinata). Il pino rosso (Pinus resinosa) è una specie boreale che forma alcuni valori anomali ad alta quota fino al sud del West Virginia. Tutte queste specie, ad eccezione del pino bianco, tendono ad occupare siti sabbiosi, rocciosi e con terreno povero, che sono per lo più di carattere acido. Il pino bianco, una specie di grandi dimensioni apprezzata per il suo legname, tende a dare il meglio di sé in terreni ricchi e umidi, di carattere acido o alcalino. Il pino pece è anche di casa in terreni acidi e paludosi e il pino della Table Mountain può occasionalmente essere trovato anche in questo habitat. Il pino a foglia corta si trova generalmente in habitat più caldi e ad altitudini inferiori rispetto alle altre specie. Tutte queste specie rinvigoriscono in habitat aperti o poco ombreggiati, sebbene il pino bianco prosperi anche in insenature ombreggiate, valli e pianure alluvionali.
Gli Appalachi sono caratterizzati da una ricchezza di grandi e bellissimi alberi di latifoglie decidue (latifoglie). La loro presenza è meglio riassunta e descritta nel classico di E. Lucy Braun del 1950, Deciduous Forests of Eastern North America (Macmillan, New York). Le foreste più diversificate e ricche sono quelle miste-mesofite o a media umidità, che sono in gran parte confinate ai terreni montani ricchi e umidi degli Appalachi meridionali e centrali, in particolare nei Monti Cumberland e Allegheny, ma prosperano anche nelle insenature meridionali degli Appalachi. Le specie caratteristiche della chioma sono il tiglio bianco (Tilia heterophylla), l'ippocastano giallo (Aesculus octandra), l'acero da zucchero (Acer saccharum), il faggio americano (Fagus grandifolia), l'albero dei tulipani (Liriodendron tulipifera), il frassino bianco (Fraxinus americana) e la betulla gialla (Betula alleganiensis). Altri alberi comuni sono l'acero rosso (Acer rubrum), il marangone dal ciuffo e il noce amaro (Carya ovata e C. cordiformis) e la betulla nera o dolce (Betula lenta). Piccoli alberi e arbusti del sottobosco includono la zampa di papaia (Asimina tribola), il corniolo in fiore (Cornus florida), il carpino nero (Ostrya virginiana), l'amamelide (Hamamelis virginiana) e il cespuglio di spezie (Lindera benzoino). Ci sono anche centinaia di erbe perenni e annuali, tra cui piante erbacee e medicinali come il ginseng americano (Panax quinquefolius), il goldenseal (Hydrastis canadensis), la bloodroot (Sanguinaria canadensis) e il cohosh nero (Cimicifuga racemosa).
Questi alberi ed arbusti sono anche più ampiamente distribuiti nelle foreste mesiche meno ricche che generalmente occupano insenature, valli fluviali e pianure alluvionali in tutti gli Appalachi meridionali e centrali a basse e medie altitudini. Negli Appalachi settentrionali e alle altitudini più elevate degli Appalachi centrali e meridionali, queste diverse foreste mesiche lasciano il posto a foreste di latifoglie settentrionali meno diversificate con chiome dominate solo da faggi americani, aceri da zucchero, tiglio americano (Tilia americana) e betulla gialla e con molte meno specie di arbusti ed erbe.

## Divisione politica
Gli Appalachi sono divisi tra i seguenti stati:
- Stati Uniti:
  -  Alabama
  -  Carolina del Nord
  -  Carolina del Sud
  -  Connecticut
  -  Georgia
  -  Kentucky
  -  Maine
  -  Massachusetts
  -  Maryland
  -  New Hampshire
  -  New Jersey
  -  New York
  -  Ohio
  -  Pennsylvania
  -  Tennessee
  -  Virginia
  -  Virginia Occidentale
  -  Vermont

- Canada: 
  -  Nuovo Brunswick
  -  Nuova Scozia
  -  Québec
  -  Terranova e Labrador

- Francia: 
  -  Saint-Pierre e Miquelon

## Location nei media
- I monti Appalachi sono spesso stati una location cinematografica. Innumerevoli sono le pellicole girate in loco: tra queste due delle più celebri sono i film cult degli anni '70 Un tranquillo weekend di paura e Il cacciatore.[6]
- Il programma televisivo Mountain Monsters, in cui un gruppo di 6 cacciatori tenta di catturare dei mostri o creature non identificate utilizzando trappole e facendo battute di caccia notturne, è ambientato sui monti Appalachi.
- Gli Appalachi sono la principale ambientazione del videogioco del 2018 Fallout 76.